# Gerhard Lusenti
Gerhard Lusenti, né le 24 avril 1921 et mort en juin 1996, est un joueur de football suisse qui évoluait en tant que défenseur.

## Biographie
En club, Lusenti a joué un temps dans le club tessinois de l'AC Bellinzone.
En international, il a joué équipe de Suisse, et fut sélectionné par l'entraîneur Franco Andreoli pour disputer la coupe du monde 1950 au Brésil, où la Nati ne passe pas le 1er tour, finissant 3e du groupe derrière le Brésil et la Yougoslavie.